# David Fincher

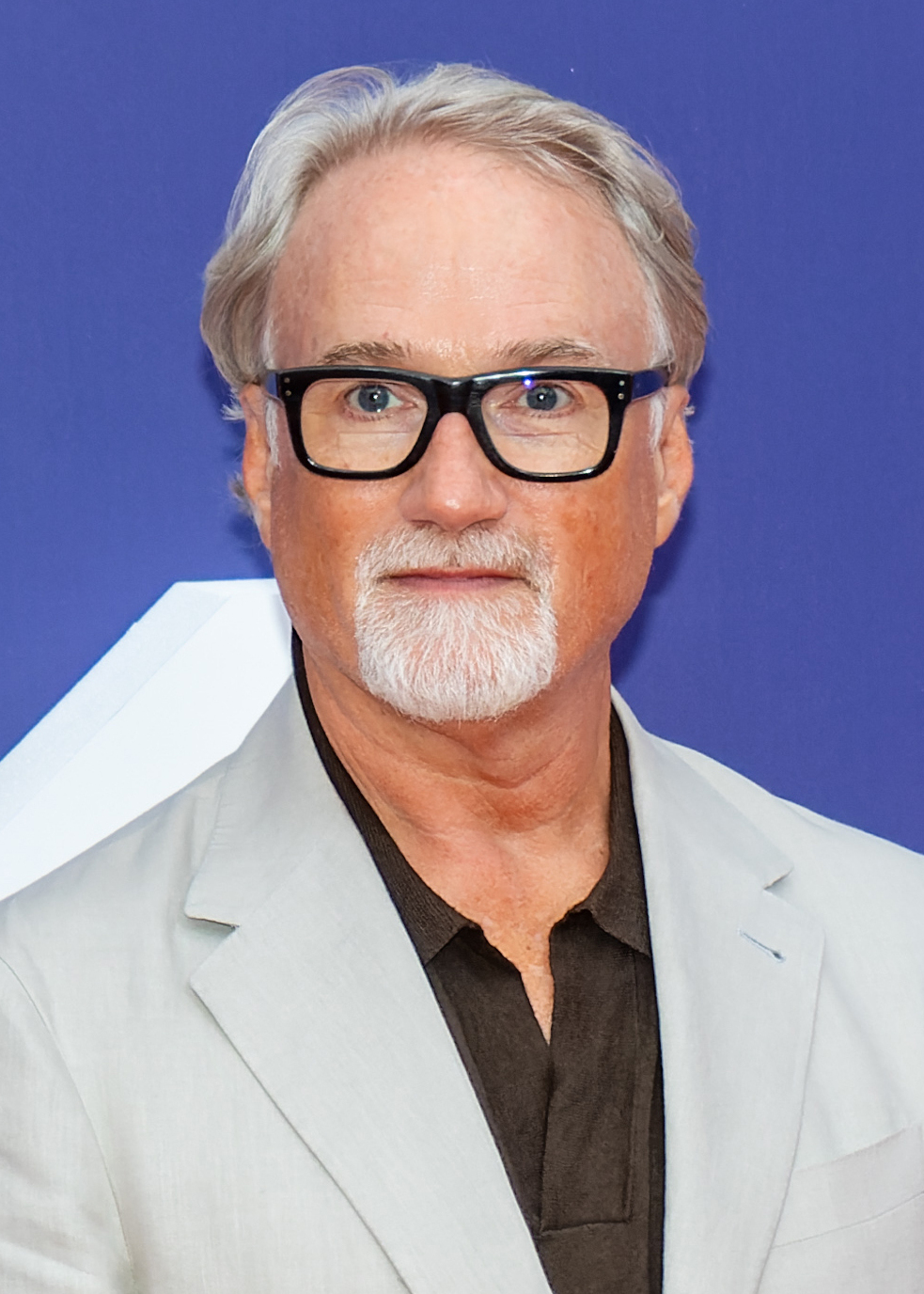
David Fincher (2023)

David Andrew Leo Fincher (* 28. August 1962 in Denver, Colorado) ist ein US-amerikanischer Filmregisseur. Zu seinen bekanntesten Filmen zählen Alien 3 (1992), Sieben (1995), Fight Club (1999), The Social Network (2010) und Gone Girl (2014).

## Biografie
David Fincher wurde am 28. August 1962 (anderen Angaben zufolge am 10. Mai 1962) als Sohn des Reporters Jack Fincher geboren. Sein Vater arbeitete unter anderem für das Magazin Life und seine Mutter Claire war in einer Klinik zur Rehabilitation von Drogenabhängigen beschäftigt. Als Kind zog er mit seiner Familie ins kalifornische Marin County. Früh hegte er den Wunsch, später als Filmregisseur zu arbeiten. Inspiriert durch George Roy Hills Western-Komödie Zwei Banditen (1969) begann er bereits als Achtjähriger eigene Filme mit einer 8-mm-Filmkamera im heimischen Garten aufzunehmen. Ebenfalls sollte er durch George Lucas’ Science-Fiction-Film Das Imperium schlägt zurück (1980) beeinflusst werden. Er besuchte auch die Dreharbeiten zu Lucas’ American Graffiti (1973), der in Marin County gedreht wurde. Als Schüler besuchte er die Ashland High School in Ashland (Oregon). Dort arbeitete er nebenbei als Filmvorführer und sah so die gesamte Filmproduktion dieser Jahre bis zu 180-mal. Samstags arbeitete er bei einem lokalen Fernsehsender als Produktionsassistent.
Der Autodidakt Fincher, der nie eine Filmhochschule besuchte, erlernte das Handwerk ab dem achtzehnten Lebensjahr bei der Trickfilm-Firma Korty Films in Mill Valley, Kalifornien. Er profitierte davon, dass George Lucas ein direkter Nachbar seines Elternhauses war, so dass er von 1981 bis 1983 bei George Lucas’ Spezialeffekte-Firma Industrial Light & Magic (ILM) arbeiten konnte, wo er als Trickfilmzeichner begann. Nach der Mitarbeit an Projekten wie Lucas’ Die Rückkehr der Jedi-Ritter (1983) oder Steven Spielbergs Abenteuerfilm Indiana Jones und der Tempel des Todes (1984) gründete Fincher 1986 – zusammen mit späteren Hollywood-Regisseuren wie Mark Romanek, Michel Gondry, Neil LaBute und Michael Bay – die Produktionsfirma Propaganda Films. Der Amerikaner drehte in dieser Zeit unter anderem Musikvideos für Künstler wie Michael Jackson, Madonna, George Michael, Aerosmith oder die Rolling Stones. Zusätzlich produzierte Fincher beginnend mit seinem „rauchenden Fötus“ (1984, American Cancer Society) Werbefilme. Zu seinen Kunden zählten unter anderem Adidas, AT&T, Budweiser, Chanel, Coca-Cola, Heineken, Levi’s, Nike und Pepsi.
1992 gab Fincher mit Alien 3 sein Debüt als Spielfilmregisseur. Der Film erhielt jedoch keine guten Kritiken, und er blieb kommerziell etwas unter den hohen Erwartungen (1,5 Mio. Besucher in Deutschland und inflationsbereinigt 86 Mio. US-Dollar in den Vereinigten Staaten). Verständlich wurde dieser Fehlschlag jedoch einige Jahre später, als die katastrophalen Produktionsbedingungen des Films bekannt gemacht wurden: Während Fincher den Film bereits drehte, wurde gleichzeitig noch am Drehbuch gearbeitet.
Sein Thriller Sieben (1995) konnte drei Jahre später jedoch die Kritiker überzeugen und wurde zudem ein großer Erfolg an den Kinokassen. Das Werk, in dem Morgan Freeman und Brad Pitt einen Psychopathen (gespielt von Kevin Spacey) jagen, der eine Serie krankhafter Morde nach der Reihenfolge der sieben Todsünden begeht, war prägend für die Definition des modernen Thrillers (Neo-Thriller). An den vorangegangenen Erfolg konnte Fincher mit dem Thriller The Game (1997) anknüpfen, in dem ein egoistischer Wirtschaftsboss (Michael Douglas) durch seinen Bruder (Sean Penn) zum unfreiwilligen Teilnehmer in einem lebensbedrohlichen Spiel wird.
Das darauf folgende Werk Fight Club (1999) mit Edward Norton und Brad Pitt in den Hauptrollen konnte zwar die Kritiker, aber nicht an den Kinokassen überzeugen und avancierte erst nach seiner Video- und DVD-Auswertung zum Kultfilm. Mit Pitt arbeitete Fincher auch 2008 beim Drama Der seltsame Fall des Benjamin Button zusammen, der auf der gleichnamigen Kurzgeschichte von F. Scott Fitzgerald basiert und ihm seine ersten Nominierungen als Regisseur für den Golden Globe Award und Oscar einbrachten. Dazwischen entstanden die Thriller Panic Room (2002) und Zodiac – Die Spur des Killers (2007), bei denen Fincher mit so bekannten Akteuren wie Robert Downey Jr., Jodie Foster, Jake Gyllenhaal und Forest Whitaker zusammenarbeitete. Letztgenannter Film erzählt die Geschichte des gleichnamigen Serienmörders, der Ende der 1960er Jahre in der San Francisco Bay Area für Angst und Schrecken sorgte.
Mit dem Projekt The Social Network, das im Februar 2010 abgedreht wurde und im Oktober 2010 in die Kinos kam, nahm sich Fincher der Entstehungsgeschichte des sozialen Netzwerkes Facebook an. Die Hauptrolle des Facebook-Gründers Mark Zuckerberg übernahm Jesse Eisenberg. Das „komplexe Geflecht aus Rückblenden, Perspektivwechseln, Anekdoten und Abschweifungen, dessen gewagtes Tempo eine sogartige Wirkung entfaltet“ stand trotz Kritik am Wahrheitsgehalt der Geschichte in der Gunst von Publikum und Kritikern. „Hollywoods Parforce-Kunsthandwerker“ wurden daraufhin zahlreiche Auszeichnungen zuteil, darunter die Regiepreise der Filmkritikervereinigungen von Los Angeles und New York, der National Board of Review Award, der National Society of Film Critics Award, der Golden Globe Award sowie eine Oscar-Nominierung.
Die Veröffentlichung des ersten Teils der Millennium-Trilogie Verblendung erfolgte im Dezember 2011. Fincher öffnete sich neuen Medien und schuf als Executive Producer für Netflix die Online-Serie House of Cards von 2013. Neben der Produktion führte er in zwei Episoden Regie und war für das Marketing der Serie verantwortlich. Im Jahr 2014 kam Finchers Verfilmung des Romans Gone Girl – Das perfekte Opfer von Gillian Flynn ins Kino. Er thematisiert die Beziehungsebene einer Ehe anhand des plötzlichen Verschwindens einer Frau (gespielt von Rosamund Pike) und des aufkommenden Verdachts gegenüber ihrem Ehemann (Ben Affleck).
2020 ist auf Netflix sein Film Mank erschienen. Das Filmdrama handelt von der wahren Geschichte des alkoholkranken Drehbuchautors Herman J. Mankiewicz, welcher zusammen mit Orson Welles das Drehbuch zu Citizen Kane geschrieben hat. Das Drehbuch zu Mank schrieb Finchers Vater Howard, die Hauptrolle übernimmt der Oscar-Preisträger Gary Oldman. In weiteren Rollen sind u. a. Amanda Seyfried, Lily Collins, Charles Dance und Tom Burke zu sehen. 2021 wurde Mank für sechs Golden Globes nominiert, darunter für die Beste Regie sowie eine posthume Nominierung seines Vaters für das Beste Drehbuch. Bei der Oscarverleihung 2021 führte Mank das Favoritenfeld mit zehn Nominierungen an, darunter für den Besten Film und die Beste Regie, gewann jedoch nur in den Kategorien Beste Kamera und Bestes Szenenbild.
Am 10. November 2023 erschien auf Netflix seine Comicverfilmung Der Killer mit Michael Fassbender in der Titelrolle.
Fincher dreht seit Zodiac (2007) seine Filme mit digitalen Kinokameras. In der Filmbranche gilt das „Wunderkind“ als Perfektionist. So ließ Fincher unter anderem den achtminütigen Anfangsdialog zu The Social Network mit Jesse Eisenberg und Rooney Mara 99 Mal drehen.
David Fincher war von 1990 bis 1995 mit Donya Fiorentino verheiratet. Er ist Vater einer Tochter.

## Filmografie

### Kinofilme

#### Regie
- 1992: Alien 3 (Alien³)
- 1995: Sieben (Se7en)
- 1997: The Game
- 1999: Fight Club
- 2002: Panic Room
- 2007: Zodiac – Die Spur des Killers (Zodiac)
- 2008: Der seltsame Fall des Benjamin Button (The Curious Case of Benjamin Button)
- 2010: The Social Network
- 2011: Verblendung (The Girl With The Dragon Tattoo)
- 2014: Gone Girl – Das perfekte Opfer (Gone Girl)
- 2020: Mank
- 2023: Der Killer (The Killer)

#### Darsteller
- 1999: Being John Malkovich (als Christopher Bing)
- 2001: Alien Evolution (als David Fincher)
- 2002: Voll Frontal (Full Frontal; als Regisseur)
- 2004: Murder by Numbers (als David Fincher)

#### Spezialeffekte
- 1983: Die Rückkehr der Jedi-Ritter (Return of the Jedi)
- 1983: Twice upon the Time
- 1984: Die unendliche Geschichte (The NeverEnding Story)
- 1984: Indiana Jones und der Tempel des Todes (Indiana Jones and the Temple of Doom)

#### Produzent und andere Funktionen
- 2000: Glauben ist alles! (Keeping the Faith; in Dankesliste genannt)
- 2001: The Hire (Ausführender Produzent)
- 2001: Driving Techniques (Regie)
- 2001: Making of The Hire (Regie)
- 2004: Dogtown Boys
- 2013–2018: House of Cards (Fernsehserie)
- 2017–2019: Mindhunter (Fernsehserie)
- seit 2019: Love, Death & Robots (Fernsehserie)
- 2021: Voir: Die Filmkunst in der Moderne (Voir, Dokumentationsserie, Ausführender Produzent)

### Regie in Serien
- 2013: House of Cards (Fernsehserie, 2 Episoden)
- 2017–2019: Mindhunter (Fernsehserie, 7 Episoden)

### Musikvideos
- 1984: Rick Springfield – Bop Til You Drop
- 1985: Rick Springfield – Celebrate Youth
- 1985: Rick Springfield – Dance This World Away
- 1985: The Motels – Shame
- 1986: Jermaine Stewart – We Don’t Have to Take Our Clothes Off
- 1986: The Outfield – All the Love in the World
- 1986: The Outfield – Everytime You Cry
- 1986: Stabilizers – One Simple Thing
- 1987: Wire Train – She Comes On
- 1987: Eddie Money – Endless Nights
- 1987: Patty Smyth – Downtown Train
- 1987: The Hooters – Johnny B
- 1987: Mark Knopfler – Storybook Story
- 1987: The Outfield – No Surrender
- 1987: Martha Davis – Don’t Tell Me The Time
- 1987: Foreigner – Say You Will
- 1988: Johnny Hates Jazz – Heart of Gold
- 1988: Sting – Englishman in New York
- 1988: Johnny Hates Jazz – Shattered Dreams (second version)
- 1988: Ry Cooder – Get Rhythm
- 1988: Steve Winwood – Roll with It
- 1988: Steve Winwood – Holding On
- 1988: Paula Abdul – The Way That You Love Me (first version)
- 1989: Paula Abdul – Straight Up
- 1989: Paula Abdul – Forever Your Girl
- 1989: Paula Abdul – Cold Hearted
- 1989: Gipsy Kings – Bamboleo (second version)
- 1989: Gipsy Kings – Bamboleo (third version)
- 1989: Jody Watley – Real Love
- 1989: Roy Orbison – She’s a Mystery to Me
- 1989: Don Henley – The End of the Innocence
- 1989: Aerosmith – Janie’s Got a Gun
- 1989: Madonna – Express Yourself
- 1989: Madonna – Oh Father
- 1990: Madonna – Vogue
- 1990: Billy Idol – Cradle of Love
- 1990: Billy Idol – L.A. Woman
- 1990: George Michael – Freedom! ’90
- 1992: Michael Jackson – Who Is It
- 1993: Madonna – Bad Girl
- 1994: The Rolling Stones – Love Is Strong
- 1996: The Wallflowers – 6th Avenue Heartache
- 2000: A Perfect Circle – Judith
- 2005: Nine Inch Nails – Only
- 2013: Justin Timberlake & Jay-Z – Suit & Tie

### Werbespots
- „Smoking fetus“ (The American Cancer Society)
- „You-will“-Serie (AT&T)
- „Ginger or marianne“ / „Pool hall“ (Budweiser)
- „The director“ (Chanel)
- „Blade roller“ (Coca-Cola)
- „Converse“
- „Del sol“ (Honda)
- Levi’s:
  - „Reason no. 259“ / „Rivet“
  - „Restaurant“
- Nike:
  - „Agassi-live“-Serie
  - „Barkley on broadway“
  - „Children“
  - „Find something“
  - „Instant karma“
  - „Magazine wars“
  - „The-ref“-Serie
  - „… of flight“
  - „Gamebreakers“
  - „Speed Chain“
- „Bullet the blue sky“ (Pepsi)
- „Demolition“ (YM Magazine)
- „Constant Change“ (Hewlett-Packard)
- „Beer Run“ (Heineken)
- „Pollen“ (Lexus)
- „Pebl“ (Motorola)
- „Mechanical Legs“ (Adidas)
- „Smart Pops“ (Orville Redenbacher)

## Auszeichnungen (Auswahl)
| Platz | Film                           |
| ----- | ------------------------------ |
| 11    | Fight Club                     |
| 20    | Sieben                         |
| 189   | Gone Girl – Das perfekte Opfer |

Fincher wurde – vor allem für seine Werke als Regisseur – mehrmals mit Preisen ausgezeichnet und über 100-mal nominiert. Er gewann einen Golden Globe, einen BAFTA Award, einen Grammy, einen César und einen Emmy und war dreimal für den Oscar nominiert.
Oscar
- 2009: Nominierung in der Kategorie Beste Regie für Der seltsame Fall des Benjamin Button
- 2011: Nominierung in der Kategorie Beste Regie für The Social Network
- 2021: Nominierung in der Kategorie Beste Regie für Mank

Golden Globe Award
- 2009: Nominierung in der Kategorie Beste Regie für Der seltsame Fall des Benjamin Button
- 2011: Auszeichnung in der Kategorie Beste Regie für The Social Network
- 2015: Nominierung in der Kategorie Beste Regie für Gone Girl – Das perfekte Opfer
- 2021: Nominierung in der Kategorie Beste Regie für Mank

BAFTA Award
- 2009: Nominierung in der Kategorie Beste Regie für Der seltsame Fall des Benjamin Button
- 2011: Auszeichnung in der Kategorie Beste Regie für The Social Network

Emmy
- 2013: Auszeichnung in der Kategorie Beste Regie bei einer Dramaserie für House of Cards (Episode Chapter 1)
- 2013: Nominierung in der Kategorie Beste Dramaserie für House of Cards
- 2014: Nominierung in der Kategorie Beste Dramaserie für House of Cards
- 2015: Nominierung in der Kategorie Beste Dramaserie für House of Cards

César
- 2011: Auszeichnung in der Kategorie Bester ausländischer Film für The Social Network
- 2023: Auszeichnung mit dem Ehrenpreis[11]

Internationale Filmfestspiele von Cannes
- 2007: Nominierung für die Goldene Palme für Zodiac – Die Spur des Killers

MTV Video Music Awards
- 1989: Best Direction in a Video für Madonna – Express Yourself plus zwei weitere Nominierungen
- 1990: Best Direction in a Video für Madonna – Vogue plus zwei weitere Nominierungen
- 1991: Best Direction in a Video für George Michael – Freedom! ’90 (Nominierung)
- 2013: Best Direction in a Video für Justin Timberlake (featuring Jay-Z) – Suit & Tie

Saturn Award
- 1993: Nominierung in der Kategorie Beste Regie für Alien 3
- 1996: Nominierung in der Kategorie Beste Regie für Sieben
- 2009: Nominierung in der Kategorie Beste Regie für Der seltsame Fall des Benjamin Button